# Apoteosi
Apoteosi foi um grupo italiano de rock progressivo.

## História
Um grupo calabrês, de Palmi, os Apoteosi são daqueles grupos que realizaram somente um LP para depois desaparecer. A banda tinha sido formada por três irmãos: Idà, Silvana, Massimo e Federico. A música deles punha em evidência os teclados de Massimo, que tinha apenas 14 anos, e a delicada voz de Silvana.
Ainda que os seus componentes fossem muito jovens, o grupo tocava junto há muito tempo, mas o LP veio a ser publicado só em 1975 pela pequena etiqueta Said, com uma tiragem limitada e uma distribuição local, que o tornou muito raro. Os Apoteosi tinham um ótimo som, com algo de grupos estrangeiros como os ingleses Julian's Treatment, contudo mantendo algumas características tipicamente italianas.
O álbum contêm oito músicas, mas a primeira faixa é uma longa suíte sem interrupções.
Depois da banda desfazer-se, o tecladista Massimo Idà se transferiu para Roma, trabalhando como sessionman e produtor de música para a TV. No momento toca em uma banda cover de disco music anos 70, chamada Frankie Canthina Band. Produziu e tocou no álbum dylaniano de Tito Schipa Jr. de 1982.
Silvana Idà deixou a música e vive em Palmi, mas seu filho toca em um grupo de rock, enquanto que o terceiro irmão, Federico, morreu em 1992.
O guitarrista Franco Vinci continuou a tocar e é ainda muito ativo no campo do blues, um seu CD com la Bootleg Band, chamado Boot Tip, saiu em 2003. O seu grupo atual chama-se Franco Vinci Blues Band.
Já o baterista Marcello Surace continua a tocar como músico de estúdio na Itália e na França.

## Álbum
- 1975 Apoteosi Said (MAP 145)